# Claude Piquemal
Claude Piquemal (* 19. března 1939 Siguer) je bývalý francouzský atlet, sprinter, mistr Evropy v běhu na 100 metrů z roku 1962.

## Sportovní kariéra
Při svém prvním olympijském startu v Římě v roce 1960 skončil ve čtvrtfinále běhu na 100 metrů. O dva roky později na evropském šampionátu v Bělehradě v roce 1962 zvítězil ve finále běhu na 100 metrů. Na olympiádě v Tokiu v roce 1964 byl členem bronzové francouzské štafety na 4 × 100 metrů, při startu běhu na 100 metrů skončil v semifinále. Start na mistrovství Evropy v Budapešti v roce 1966 pro něj znamenal zisk bronzové medaile v běhu na 100 metrů a zlato ze sprinterské štafety. V Mexiku při olympiádě startoval pouze ve štafetě na 4 × 100 metrů, spolu s kolegy vybojoval pro Francii bronzovou medaili.